# کلکتور (کمیک)
کلکتور (به انگلیسی: Collector) یک شخصیت خیالی در کتاب‌های کامیک منتشر شده توسط مارول کامیکس است. این شخصیت توسط نویسنده استن لی و طراح دان هک خلق شده‌است که برای اولین بار، در شمارهٔ ۲۸ انتقام‌جویان در مه ۱۹۶۶ معرفی شد.
بنیسیو دل تورو نقش شخصیت کلکتور را در فیلم‌های ثور: دنیای تاریک (۲۰۱۳) و نگهبانان کهکشان (۲۰۱۴) ایفا کرده‌است و همچنین در فیلم انتقام‌جویان: جنگ ابدیت، یکبار دیگر این نقش را ایفا کرد.